# ÖPNV-Aufgabenträger
Die ÖPNV-Aufgabenträger sind in Deutschland seit der Regionalisierung und dem Inkrafttreten des Regionalisierungsgesetzes am 1. Januar 1996 für die Organisation und Finanzierung des öffentlichen Personennahverkehrs (ÖPNV) zuständig.  Dies umfasst den öffentlichen Straßenpersonennahverkehr (ÖSPV) gemäß Personenbeförderungsgesetz (PBefG) und den Schienenpersonennahverkehr (SPNV) gemäß Allgemeinem Eisenbahngesetz (AEG). Je nach Land und differenziert nach SPNV und ÖSPV sind diese Funktionen unterschiedlichen Behörden und Organisationen übertragen.

## Rechtsgrundlagen
Das Regionalisierungsgesetz benennt den ÖPNV als Aufgabe der Daseinsvorsorge; welche Behörden diese Aufgabe wahrzunehmen haben, wird durch Landesrecht geregelt. Die Bezeichnung dieser Behörden als Aufgabenträger entstammt § 8 Absatz 3 des Personenbeförderungsgesetzes (PBefG), das diese von den Ländern zu benennenden Behörden so bezeichnet. In den Nahverkehrsgesetzen der Länder wird der Begriff nicht nur für die Aufgabenträger des durch das PBefG geregelten ÖSPV, also Busse (im Nah- und Regionalverkehr), Straßenbahnen und U-Bahnen, sondern auch für den vom PBefG nicht umfassten Schienenpersonennahverkehr (SPNV) verwendet.
Die Aufgabenträger sind gemäß Bundesrecht auch die zuständigen Behörden entsprechend der EU-Verordnung Verordnung (EU) Nr. 1370/2007 über öffentliche Personenverkehrsdienste auf Schiene und Straße. Diese Verordnung regelt die Vergabe von Verkehrsdienstleistungen im öffentlichen Interesse.
Vor 1993 hatten Länder und Kommunen zwar ebenfalls durch ihre Eigentümerfunktionen sowie Zuschüsse und Verlustausgleiche für kommunale und private Unternehmen im Nahverkehr Aufgaben übernommen, allerdings nicht als institutionalisierte Aufgabenträger und ohne einheitliche Rechtsgrundlage. Sie erhielten mit der Regionalisierung und den darauf aufbauenden Anpassungen des PBefG und den Landesnahverkehrsgesetzen erstmals die einheitliche Gewährleistungsverantwortung für die Daseinsvorsorge im ÖPNV sowohl hinsichtlich der Planung als auch der Finanzierung.

## Wahrnehmung der Aufgaben
In den Landesnahverkehrsgesetzen haben die Länder festgelegt, welche Stellen konkret innerhalb des jeweiligen Landes die Funktion als ÖPNV-Aufgabenträger übernehmen. Die meisten Länder differenzieren dabei zwischen dem SPNV und dem ÖSPV. Während die Aufgabenträgerfunktion für den ÖSPV in allen Flächenländern einheitlich den Landkreisen bzw. Kreisen und kreisfreien Städten zugeordnet ist, liegt sie im SPNV je nach Land in unterschiedlichen Händen. Einige Länder haben diese Aufgabe selbst, in der Regel in Form von Landesverkehrsgesellschaften, übernommen. Andere haben die Aufgabe analog zum ÖSPV der kommunalen Ebene zugeordnet, allerdings in allen Fällen mit der Maßgabe, diese in Zusammenschlüssen in Form von kommunalen Zweckverbänden oder Verkehrsverbünden zu übernehmen.

### SPNV-Aufgabenträger

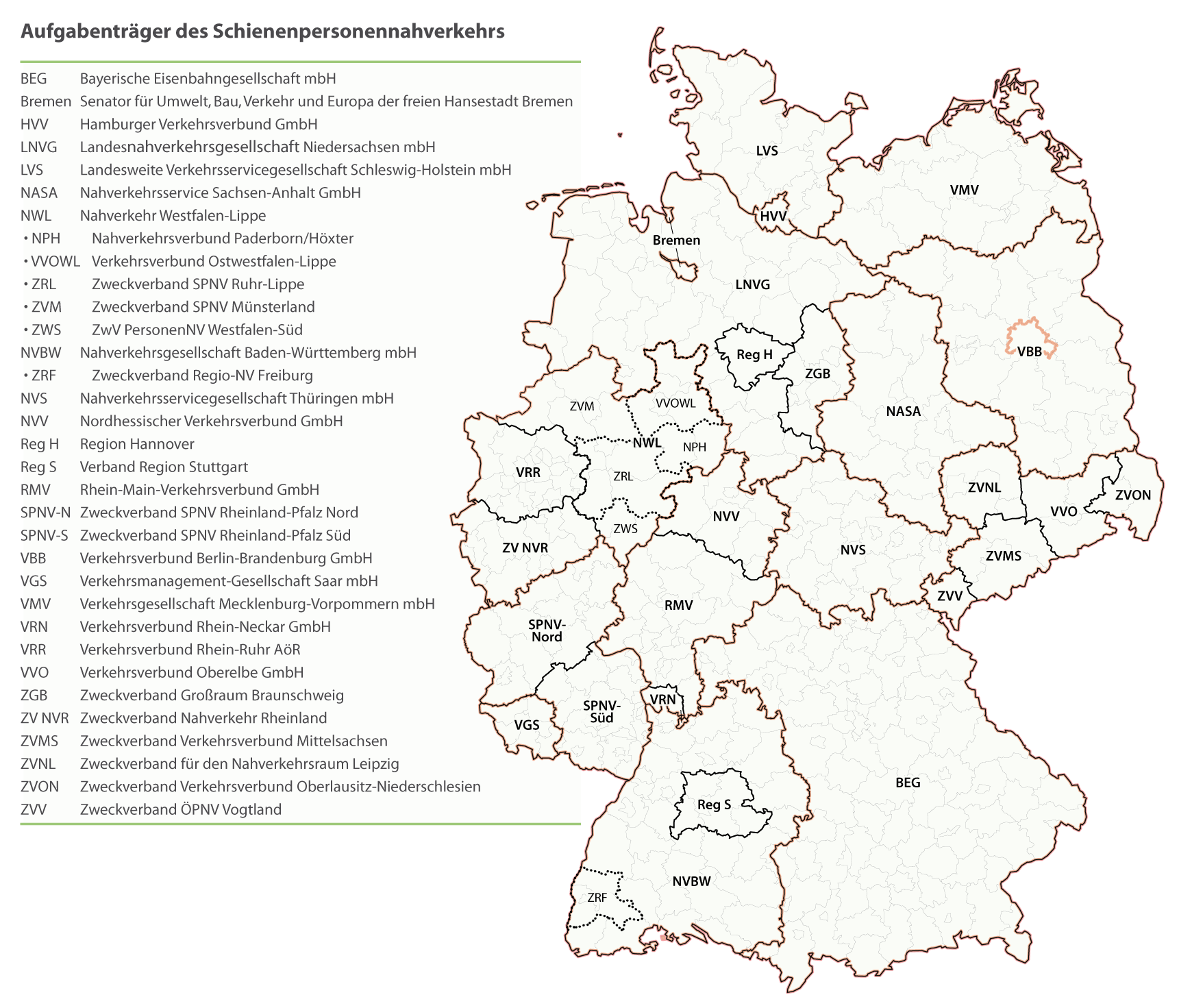
SPNV-Aufgabenträger in Deutschland

In den Ländern Baden-Württemberg, Bayern, Berlin, Brandenburg, Bremen, Hamburg, Mecklenburg-Vorpommern, Niedersachsen, Saarland, Sachsen-Anhalt, Schleswig-Holstein und Thüringen wird die Funktion als SPNV-Aufgabenträger durch die Länder selbst oder durch eine landeseigene Gesellschaft wahrgenommen. Berlin und Brandenburg bedienen sich für einzelne Aufgaben des Verkehrsverbunds Berlin-Brandenburg (VBB) als gemeinsamer Verbundgesellschaft, bleiben aber selbst die Aufgabenträger. In Baden-Württemberg und Niedersachsen ist der SPNV in den Großräumen Stuttgart bzw. Hannover und Braunschweig kommunalen Zweckverbänden zugeordnet, die Landesgesellschaften sind lediglich für die Landesteile außerhalb der Großräume zuständig. Generell kommunalen Zweckverbänden zugeordnet ist der SPNV in Hessen, Nordrhein-Westfalen, Rheinland-Pfalz und Sachsen.
Alle 27 bundesdeutschen SPNV-Aufgabenträger sind im Bundesverband SchienenNahverkehr organisiert. Der Verband vertritt die Interessen ihrer Mitglieder in regional übergreifenden Angelegenheiten und koordiniert und bündelt Verfahren mit den Eisenbahnverkehrsunternehmen. Weitere Arbeitsschwerpunkte des Bundesverbands SchienenNahverkehr sind der Informationsaustausch zwischen den Mitgliedern, die gemeinsame Konzeptentwicklung und die Abstimmung von Verhandlungsstrategien.

### ÖSPV-Aufgabenträger
Der ÖSPV (Busse, Straßenbahnen und U-Bahnen) ist in allen Ländern der kommunalen Ebene zugeordnet. In der Regel wird die Funktion durch die jeweiligen Stadt- und Kreisverwaltungen übernommen. Teilweise können – ohne dass die grundsätzliche Zuordnung der Aufgabe berührt wird – regionale Busverkehre durch die SPNV-Zweckverbände bzw. Verkehrsverbünde übernommen werden, die Kommunen selbst übernehmen dann lediglich für ihre lokalen Verkehrsangebote die entsprechenden Aufgaben. Möglich ist dies beispielsweise in Rheinland-Pfalz und in Hessen. In Hessen sind zudem auch kreisangehörige Gemeinden über 50.000 Einwohner Aufgabenträger. Eine weitere hessische Besonderheit ist die Möglichkeit, die Aufgabenträgerfunktionen auf lokaler Ebene auf Lokale Nahverkehrsgesellschaften zu übertragen. Verschiedene Länder haben die Möglichkeit geschaffen, Aufgabenträgerfunktionen ganz oder teilweise auf kreisangehörige Kommunen zu übertragen, so etwa Bayern und Brandenburg.
Unabhängig von den jeweiligen gesetzlichen Grundlagen in den Ländern haben sich auch außerhalb Hessens verschiedene Aufgabenträger dazu entschlossen, die Regiefunktionen, insbesondere Planung, Vergabe und Controlling, auf den lokalen Nahverkehrsgesellschaften vergleichbare eigenständige Managementgesellschaften auszulagern und sie nicht innerhalb der Verwaltungen wahrzunehmen. In diesem Drei-Ebenen-Modell verbleibt als Funktion im Wesentlichen die Formulierung von Zielvorgaben hinsichtlich der Daseinsvorsorge und die Aufsicht über die Managementgesellschaft beim Aufgabenträger. Das beauftragte Verkehrsunternehmen übernimmt die Leistungserstellung, also die Erbringung der konkreten Verkehrsangebote.
Die Aufgabenträger des Straßenpersonennahverkehrs arbeiten bislang nur informell unter dem Dach der kommunalen Spitzenverbände in einer gemeinsamen BAG ÖPNV zusammen.

## Aufgaben
Die bundesdeutschen ÖPNV-Aufgabenträger sind zum einen als Gewährleistungsverantwortliche für die Sicherstellung eines ausreichenden ÖPNV-Angebots im Sinne der Daseinsvorsorge zuständig. Zum anderen sind sie entsprechend der EU-VO 1370/2007 zuständig für die Vergabe und den Abschluss entsprechender öffentlicher Dienstleistungsaufträge.
Die Sicherstellung der Daseinsvorsorge wird in den meisten Landesnahverkehrsgesetzen als freiwillige Aufgabe definiert, lediglich Hessen, Sachsen-Anhalt und Thüringen sind Ausnahmen. Den Aufgabenträgern bietet der unbestimmte Begriff der Daseinsvorsorge aber einen weiten Ermessensspielraum, innerhalb dessen sie das ausreichende Angebot im Sinne der Daseinsvorsorge festlegen können. Das entsprechende Planungsinstrument zur Konkretisierung dessen, was als ausreichende Bedienung angesehen wird, ist der Nahverkehrsplan, der in fast allen Landesgesetzen als Pflichtaufgabe benannt ist. Die Sicherstellung dieses Angebots umfasst in allen Nahverkehrsgesetzen nicht nur das Fahrplanangebot und die Tarife, sondern auch Aspekte wie Umweltverträglichkeit, Fahrzeuge, Barrierefreiheit oder die Gestaltung der Infrastruktur. Dementsprechend fordern die Nahverkehrsgesetze die Berücksichtigung dieser Aspekte in den regelmäßig aufzustellenden Nahverkehrsplänen.
Die zweite wesentliche Aufgabe ist die Bestellung der entsprechenden Verkehrsleistungen, soweit kein Verkehrsunternehmen bereit ist, diese eigenwirtschaftlich zu erbringen. Dieses Bestellerprinzip ist zuletzt durch die EU-VO 1370/2007 verankert worden. Im SPNV ist dies der Regelfall und wird über die Regionalisierungsmittel vom Bund finanziert. Durch Unternehmen ausschließlich mit Fahrgelderlösen finanzierte SPNV-Leistungen sind zwar theoretisch möglich, jedoch in der Praxis nicht bekannt. Im ÖSPV hat gemäß PBefG die eigenwirtschaftlich erbrachte Leistung Vorrang. Soweit ein Aufgabenträger diese jedoch, gemessen an den von ihm im Nahverkehrsplan definierten Standards als nicht ausreichend bewertet, hat er die Möglichkeit, über einen entsprechenden Dienstleistungsauftrag diese Verkehrsleistungen zu bestellen. Darüber hinaus können Aufgabenträger gemäß der EU-Verordnung noch über eine allgemeine Vorschrift Höchsttarife für bestimmte Fahrgastgruppen oder alle Fahrgäste vorgeben und einen entsprechenden finanziellen Ausgleich für die Verkehrsunternehmen regeln. Nicht davon umfasst sind allerdings Tarifermäßigungen für Schüler- und Auszubildendenverkehre nach § 45a PBefG und § 6a Allgemeines Eisenbahngesetz (AEG) sowie Ausgleichszahlungen für die Beförderung Schwerbehinderter gemäß SGB IX.
Die Aufgabenträger haben die Möglichkeit, Dienstleistungsaufträge im Wettbewerb zu vergeben oder sie als Direktvergabe durch ein Unternehmen im eigenen Besitz erbringen zu lassen. In beiden Fällen muss bei Verkehren nach dem PBefG jedoch durch rechtzeitige Vorabbekanntmachung anderen Unternehmen die Möglichkeit eingeräumt werden, diese eigenwirtschaftlich, also ohne Co-Finanzierung durch die Aufgabenträger, zu erbringen. Erst wenn kein Unternehmen einen entsprechenden Genehmigungsantrag stellt, ist eine Vergabe und Finanzierung zulässig. Voraussetzung sind vorab festgelegte und transparente Ausgleichsparameter.

## ÖPNV-Gesetze der Länder
Gemäß den einleitend geschilderten Rechtsgrundlagen haben die 16 deutschen Länder Mitte der 1990er Jahre Gesetze über den öffentlichen Nahverkehr, meist einfach ÖPNV-Gesetz verabschiedet. Das Berliner ÖPNV-Gesetz von 1995 ist mit Inkrafttreten des Berliner Mobilitätsgesetzes 2018 in dessen zweiten Abschnitt aufgegangen.
- Bayern: Gesetz über den öffentlichen Personennahverkehr in Bayern (BayÖPNVG) in der Fassung der Bekanntmachung vom 30. Juli 1996, zuletzt geändert am 26. März 2019
- Baden-Württemberg Gesetz über die Planung, Organisation und Gestaltung des öffentlichen Personennahverkehrs (ÖPNVG) vom 8. Juni 1995, zuletzt geändert am 7. Februar 2023
- Berlin: Gesetz zur Neuregelung gesetzlicher Vorschriften zur Mobilitätsgewährleistung (Mobilitätsgesetz) vom 5. Juli 2018
- Brandenburg: Gesetz über den öffentlichen Personennahverkehr im Land Brandenburg (ÖPNV-Gesetz – ÖPNVG) vom 26. Oktober 1995, zuletzt geändert am 14. März 2014
- Hessen: Gesetz über den öffentlichen Personennahverkehr in Hessen (ÖPNVG) vom 1. Dezember 2005, zuletzt geändert am 29. November 2012
- Niedersachsen: Niedersächsisches Nahverkehrsgesetz (NNVG) vom 28. Juni 1995, zuletzt geändert am 3. Mai 2017